# أنشودة المطر
أنشودة المطر اسم ديوان للشاعر العراقي بدر شاكر السياب. قام بكتابته عام 1962م وله في هذا الديوان أيضاً أشهر قصائده قصيدة «أنشودة المطر».
لكن الفضل الأهم لأنشودة المطر يبقى ظهور البوادر الأولى لاستلهام الثراث الأسطوري في شعر السياب ومنه في الشعر العربي الحديث، وتماهت شخصيته بتموز وبالمطر كما تماهت صورة العراق بعشتار والمدينة وصارت مفاتيحَ لفهم عالمه الشعري. ولم يقتصر السياب على الأسطورة اليونانية على عادة الشعراء الأوروبيين بل أخذ ينهل من التراث البابلي فأحيا رموزا لا تزال إلى اليوم فاعلة في وعي الشعراء وبلغ السياب النضج الكامل في هذه التجربة في قصيدة «مدينة بلا مطر». ونجد رموزا أخرى في شعر السياب كشخصية المسيح في قصيدة «المسيح بعد الصلب» وهكذا ظل ارتباط السياب بجذوره الثقافية في مستوى تحليقه في آفاق جديدة.
وبعد مرور قرابة نصف قرن ما تزال هذه المجموعة الشعر أهم ما نشر في الشعر الحر فقد كانت بدون منازع حجر الزاوية في بناء الصرح الشعري الذي تفيأ في ظلاله كل الشعراء اللاحقون وبين للجميع تجاوز الشعراء للقيود العمود وأقنعت المؤسسة النقدية العربية بجدوى هذا الشكل الجديد.

## قصيدة أنشودة المطر
لعل قصيدة من قصائد السياب لم يتح لها من الشهرة والذيوع على الالسنة والاقلام ما أتيح لقصيدته «أنشودة المطر»، التي نشرت في مجلة الآداب البيروتية في عام 1954تأكيدا لريادة السياب، كانت الصورة الشعرية التي استهل بها السياب «أنشودة المطر» جديدة ومفاجئة، وفي الوقت نفسه عميقة الارتباط ببيئة السياب الأولى ومخزون دلالاتها في وجدانه «فالنخيل» ميراث حضاري وشعري في ذاكرة السياب، ورمز للعراق الذي يحمله في أعماقه حيث ارتحل أو اغترب.والعينان اللتان يشير إليهما السياب بوصفهما غابتي نخيل، لا ندري هل هما عينا محبوبة بعيدة، أم هما عينا بلدة أو وطن. لكل من التصورين أنصاره المتحمسون له في الولوج إلى مدخل القصيدة. لكن عالم القصيدة يتسع لمختزنات الطفولة البعيدة عند السياب، بصورها القاسية ووقائعها الاليمة المرتبطة بفعل المطر الذي يفجر الحزن ويشعر الوحيد فيه بالضياع وتتراكم من خلاله صور متداخلة للدم المراق والجياع والحب والاطفال والموتى، ويستدعي السياب في هذا الموقف رحيل أمه المبكر -وهو في السادسة من العمر- والتي كان يسأل عنها لشدة تعلقه بها فيقولون له: ستعود بعد غد، وهي العبارة نفسها التي سجلها في قصيدته «أنشودة المطر» بعد اثنين وعشرين عاما من وفاة أمه. ولأن كل ما هو جميل يموت، فإن المطر -رمز الحياة والخصوبة- يصبح في قصيدة السياب رمزا لتراكم الاحزان والحديث الفاجع عن الموت!
إنها إذن تراجيديا المطر أو بكائية المطر لا أنشودة المطر.يختلط فيها الخاص بالعام والذاتي بالجمعي، والوتر المنفرد بالوتار المصاحبة، ويبلغ فيها الإيقاع ذروته والسياب يكرر في مقاطع قصيدته فعل المطر بمقابلة اللغة حين يقول:
مطر..
مطر..
مطر..
فيصبح «نصف التفعيلة» في بحر الرجز الذي قامت عليه القصيدة موسيقيا أفعل في الوجدان من عباراة شعرية طويلة تحاول أن تصور فعل المطر وهطوله وتدفقه.لقد وجد السياب في كلمة«مطر» ذاتها وفي تكرارها على هذه الصورة المأساوية التي لم نألفها من قبل في كل شعر المطر- في ديوان الشعر العربي- حين يقترن المطر هنا بالحزن والموت والتراب واللحود وعظام الغرقى التي يطرحها الخليج على الرمال.
هل كان السياب يدري وهو يبدع «أنشودة المطر» أنه يجاوز شعر الحالة والمقام إلى شعر النبوءة والخطاب الدائم؟ هل في تصوره الشعري والدلالي -إبان الخمسينيات الأولى من القرن العشرين- أن رصده للجوع في العراق سيبقى نذيرا فاجعا، ونبوءة قاسية محلقة، كغراب أسود ينعق بالبين والخراب والرحيل؟ المؤكد ان «السياب» لم يشغل نفسه بهذا كله، كل ما نعرفه أن المبدع العظيم فيه كان يمارس فعله الابداعي الرائع فكانت قصيدته الفريدة «أنشودة المطر» نبوءة فاجعة ومتلاحقة، كلما كان المطر عن العراق!.

## أنشودة المطر
- "عيناكِ غابتا نخيلٍ ساعةَ السحَرْ،
- أو شُرفتان راحَ ينأى عنهما القمرْ"

ويكمل الشاعر بوصف العينين. ثم يتدرج الشاعر من وصفه لمحبوبته إلى وصف حاله وحال العراق أيضاً فيقول:
- «والموت، والميلاد، والظلام، والضياءْ»

وذلك للدلالة على حالة عدم الاستقرار التي تنتابه والتي ربما كانت تجتاح العراق في ذلك الوقت حيث أن العراق كان يشهد تقلباتٍ سياسية وفكرية واجتماعية واقتصادية متعددة، وإن في ذكر السياب لهذه التناقضات إنما هو مقدمة أن هناك عدم استقرار في نفسه أو في العراق. وفي مقطعٍ أخر يقول متشائماً:
- " كأن صياداً حزيناً يجمع الشِّباكْ
- ويلعن المياه والقَدَرْ
- وينثر الغناء حيث يأفل القمرْ"

وفي ذلك تجسيد لفكرة يعبر عنها شاعرنا في عدة مواضع في القصيدة، ألا وهي فكرة أن المطر فألٌ سيّئ وباعثٌ للحزن، فيقول معبراً عن مأساة شعبٍ جائع لا يريد المطر لأنه لا يزيده شبعاُ، فكأن هذه الحالة شبيهة وحالة الصيّاد الذي يلعن المياه والقدر لأن في هطول المطر خرابٌ لصيده، وذلك لأنه لا يزيده إلا جوعاً.
ويعود السياب ليخلط بين همّه الوطني والشخصي في القصيدة، فيتحدث عن حاله وعن حال العراق في قوله:
- أصيح بالخليج: (يا خليجْ
- يا واهب اللؤلؤ، والمحار، والرّدى!)
- فيرجعٍُ الصّدى
- كأنه النشيجْ:
- (يا خليج
- يا واهب المحار والردى..)

وفي أبياته السابقة يجسد السياب مأساة الخليج العظمى، حيث الخير الوافر لكن ليس لمن يحتاجه، فيستنجد شاعرنا بهذا الخير صائحاً لكن صوت الصدى يعود مدوياً: «يا واهب المحار والردى».
وفي حديثه عن موضوع ذات صلة يقول أن في العراق جوعاً دائماً، فأصحاب النفوذ الطغاة لا يتركون خيراً لشعب العراق، فهم كالجراد الذي إذا حلّ على الأخضر أكله ولم يبق منه شيئاً، فيقول:
- وفي العراق جوعْ
- وينثر الغلالَ فيه موسم الحصادْ
- لتشبع الغربان والجَرادْ

وكما جسّد السياب التشاؤم والحزن فيه وفي العراق، يعود للتفاؤل والأمل بمستقبلٍ أفضل. فحين كان السياب يستخدم المطر للدلالة على الحزن فيستخدمه لاحقاً في لازمته للدلالة على الخير والتفاؤل، فيقول:
- مطرْ...
- مطرْ...
- مطرْ...
- سيُعشبُ العراق بالمطرْ...

وفي موضعٍ أخر يتفائل الشاعر بحاله وبحال موطنه ويقول قاهراً معاناته ومتحدياً معاناة شعب العراق:
- في كل قطرةٍ من المطرْ
- حمراءُ أو صفراء من أجنَّة الزَّهَرْ.
- وكلّ دمعةٍ من الجياع والعراةْ
- وكلّ قطرةٍ تُراق من دم العبيدْ
- فهي ابتسامٌ في انتظارِ مبسم جديدْ
- أو حُلمةٌ تورَّدتْ على فمِ الوليدْ
- في عالم الغد الفتيّ، واهب الحياةْ!

ويؤكد هنا على أنه مهما طال الظلام فسيبزغ فجرٌ جديد ليمحو كل هذه المعاناة والصراعات. وفي مقطعٍ أخر يتحدث عن وجود بريق أملٍ في الخليج، فكأن هناك تجمعات على سواحل الخليج للنجوم ويقصد فيها الأمل والثورة، وكأن هذه الثورة (النجوم) تهم بالشروق والنهضة، حيث يقول:
- وعبر أمواج الخليج تمسح البروقْ
- سواحلَ العراق بالنجوم والمحارْ،
- كأنها تهمّ بالشروقْ

في هذه القصيدة تمتزج الطبيعة بالأدب لتخلق صوراً فنية وجدانية ملؤها الحزن والأسى تجعلنا نحس إحساس السياب ونتلمس صراعاته التي كانت تنتابه أثناء كتابته لهذه القصيدة.لقد لخصت هذه القصيدة كل مشروع السياب الشعري.

### غناء القصيدة
قام الفنان محمد عبده بتلحين وغناء القصيدة.

## النهر والموت
ورغم الشهرة الواسعة التي حققتها قصيدة أنشودة المطر لم تخل المجموعة الشعرية من قصائد أخرى قد تتجاوزها في عمقها أو في صياغتها كقصيدة «النهر والموت» مثلا التي يقول السياب في أواخرها:
أود لو عدوت لأعضد المكافحين
أشد قبضتي ثم أصفع القدر
أود لو غرقت في دمي إلى القرار
لأحمل العبء مع البشر
وأبعث الحياة ان موتي انتصار

## غريب على الخليج
وقصيدة «غريب على الخليج» كانت من أقرب القصائد إلى حس السياب التفجعي وقد رافقه مفهوم الغربة في الكثير من القصائد الأخرى مثل جيكور والمدينة مع بعض مسحة تشاؤمية قاتمة في قصيدة المبغى.
وظهرت في هذه المجموعة رواسب من تجارب السياب السابقة بتناوله شخصيات اجتماعية كما فعل في «حفار القبور» فكانت شخصية «المخبر» بصور حية خلاقة.كما لازمت القضايا العالمية السياب في هذه المجموعة من خلال اطلالات على النضال العربي في المغرب العربي وتمرير مواقفه من الحرب في قصيدته العمودية «مرثية الآلهة» أو بورسعيد.

## وصلات خارجية
- أنشودة المطر على موقع بوابة الشعراء.
- أنشودة المطر على موسوعة الديوان الشعرية.